# Castlereagh River (Macquarie River)
Der Castlereagh River ist ein Fluss in der Mitte des australischen Bundesstaates New South Wales.

## Verlauf
Er entspringt mitten in der Warrumbungle Range und fließt zunächst nach Osten bis zur Stadt Coonabarabran. Dann beschreibt der Fluss eine Schleife, die seinen Lauf nach Süden, dann nach Westen und schließlich nach Nordwesten führt. Er durchfließt die Städte Binnaway, Mendooran, Gilgandra, Gulargambone und Coonamble, um dann in den Macquarie River kurz vor dessen Mündung in den Barwon River, einen Quellfluss des Darling River, zu münden.
Unter den großen Flüssen in der Mitte und im Westen von New South Wales nimmt der Castlereagh River eine Sonderstellung ein, da er nicht in der Great Dividing Range entspringt. Daher führt der Fluss nur sehr wenig Wasser und sein Wasserstand variiert übers Jahr gesehen sehr stark. 

## Geschichte
Der Castlereagh River wurde von John Oxley 1818 erforscht.